# Chiquitita
Chiquitita – piosenka szwedzkiego zespołu ABBA, wydana na singlu promującym album Voulez-Vous. Utwór stał się przebojem w Hiszpanii. Na stronie B znalazł się utwór „Lovelight”.

## Listy przebojów
| Kraj | Lista               | Pozycja |
| ---- | ------------------- | ------- |
| NZL  | Recorded Music NZ   | 1       |
| CHE  | Schweizer Hitparade | 1       |